# Antichloris toddi
Antichloris toddi is een beervlinder uit de familie van de spinneruilen (Erebidae). De wetenschappelijke naam van de soort is voor het eerst geldig gepubliceerd in 1978 door Chalumeau & Delplanque.